# Láska u moře
Láska u moře (v originále L'Amour à la mer) je francouzský hraný film z roku 1965, který režíroval Guy Gilles podle vlastního scénáře. Snímek měl světovou premiéru na filmovém festivalu v Pesaru dne 5. června 1965.

## Děj
Námořník Daniel se po skončení alžírské války vrací do Francie. Zde se konečně shledává se svou dívkou Geneviève, která za ním z Paříže jezdí do Brestu.

## Obsazení
| Daniel Moosmann    | Daniel                  |
| Guy Gilles         | Guy                     |
| Geneviève Thénier  | Geneviève               |
| Josette Krief      | Josette                 |
| Simone Paris       | pronajímatelka          |
| Lili Bontemps      | zpěvačka                |
| Juliette Gréco     | herečka                 |
| Alain Delon        | herec                   |
| Romy Schneider     | herečka                 |
| Jean-Claude Brialy | zklamaný muž            |
| Sophie Daumier     | dívka v baru            |
| Jean-Pierre Léaud  | mladík u východu z kina |
| Bernard Verley     | kamarádka Geneviève     |